# Antoni Alsina i Amils
Antoni Alsina i Amils (Tàrrega, 1864 - Barcelona, 1948) fou un pintor i escultor català. Deixeble de Joan Samsó, visqué un temps a Roma. Al seu retorn fou professor a l'Escola de la Llotja de Barcelona. Inicià la seva carrera dins d'un estil clàssic acadèmic, amb preferència pels temes històrics (L'Imperi Romà, 1899), evolucionant posteriorment al modernisme de moda a la Catalunya del moment. A l'Exposició Universal de París de 1900 guanyà la medalla d'or d'escultura amb Astúcia i Força. Té obra exposada a diversos museus i espais públics de Barcelona (Parc de Montjuïc i Parc de l'Espanya Industrial) i de Madrid (Parc del Retiro).

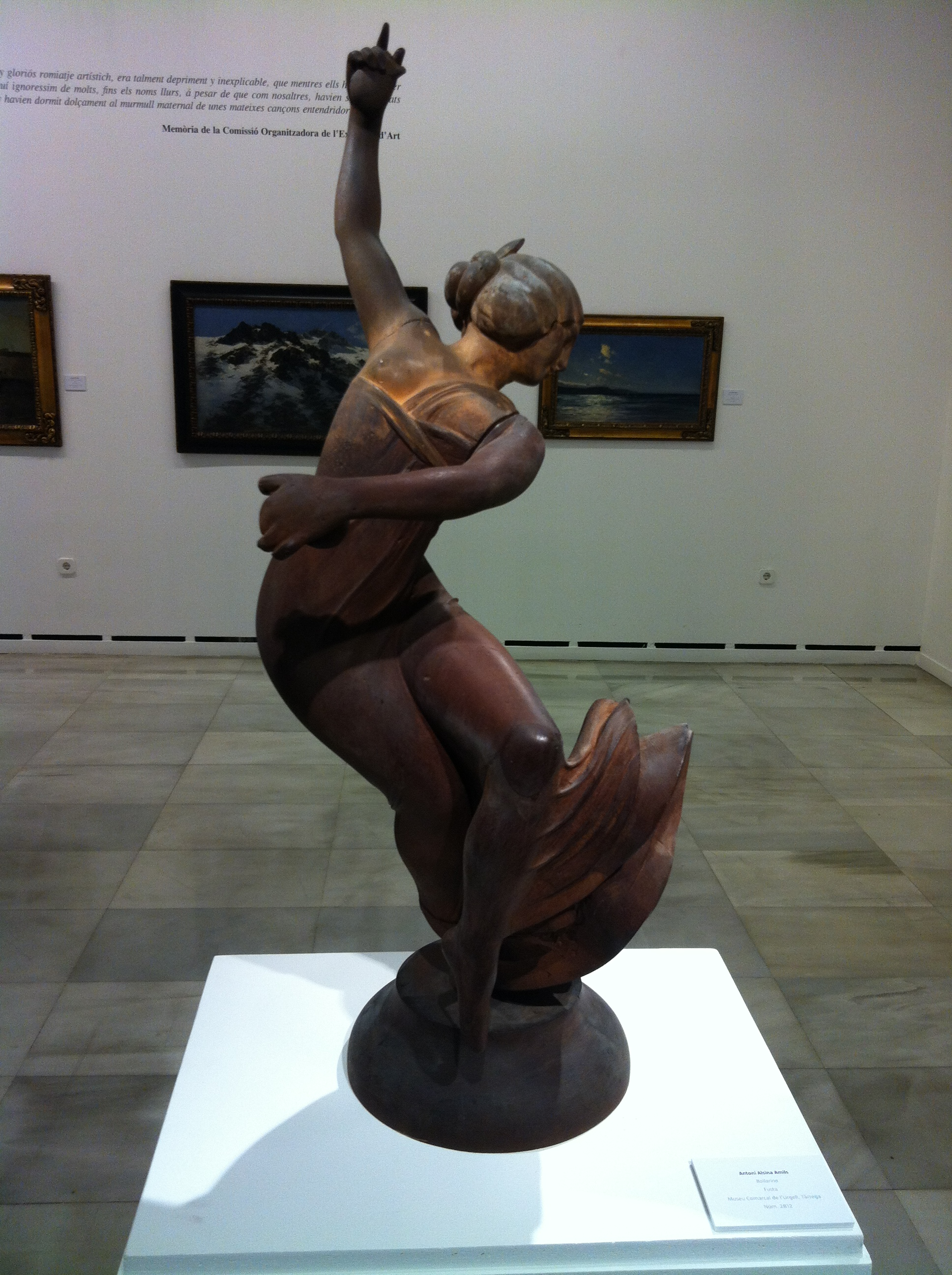
Antoni Alsina Amills- Ballarina, al Museu d'Art Jaume Morera
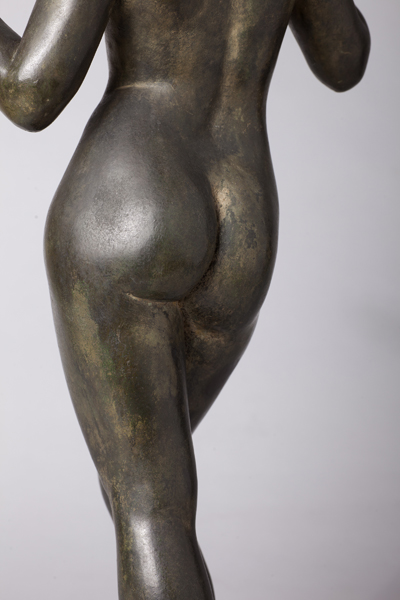
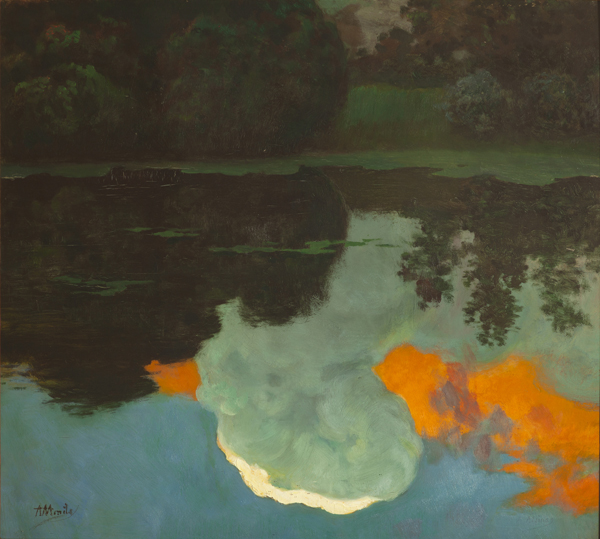
Aigua calma sota el cel
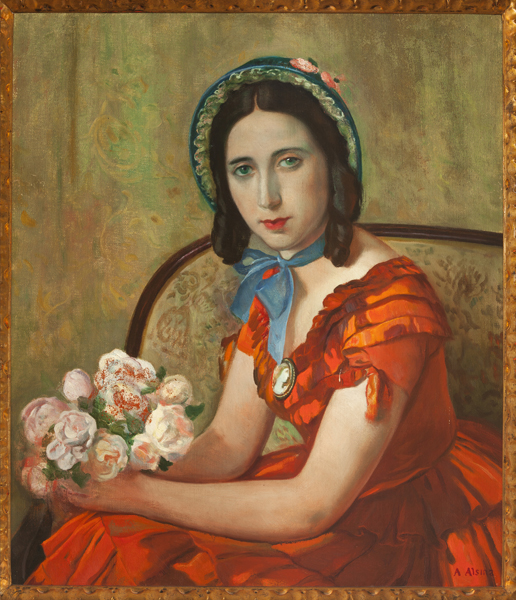
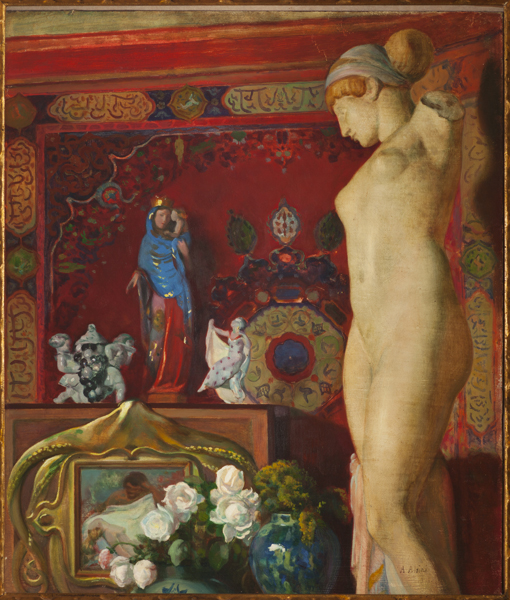